# Джордж Монк, герцог Альбемарль
Джордж Монк, 1-й герцог Альбемарль (англ. George Monck, 1st Duke of Albemarle; 6 грудня 1608 — 3 січня 1670) — англійський полководець і адмірал, архітектор Реставрації королівської влади в Англії в 1660.

## Біографія
Належав до шляхетського роду Монків, за жіночою лінією був нащадком Йоркського дому — був праонуком Френсіс, доньки Артура Плантагенета. Другий син сера Томаса Монка (1570-1627), члену парламенту від Камелфорду, та Єлизавети Сміт. У 1626 році служив добровольцем під час походу на іспанський порт Кадіс, а у 1627 році брав участь у невдалій спробі англійців допомогти французьким гугенотам, обложеним в Ла-Рошелі. У 1629-1637 роках у складі голландської армії Джордж Монк боровся проти іспанців. 1638 року після сварки з цивільною владою Дордрехта повернувся в Англію, де отримав чин підполковника в полку графа Ньюпорта. У 1642-1643 роках брав участь у придушенні повстання в Ірландії.
Спочатку був роялістом, але потрапивши в полон, перейшов на бік Парламенту і брав активну участь у придушенні заколотів проти республіки в Шотландії та Ірландії. У 1653 році очолював окремі військово-морські з'єднання. Незабаром у чині адмірала відзначився у битвах при Ньюпорті, Оутер Габбард, Шевінгені. В останній битві Монк завдав вирішальної поразки флоту Мартіна Тромпа. Завдяки цьому Англія виграла Першу війну із Голландією.
З 1654 — губернатор Шотландії, за призначенням Кромвеля. Після відставки сина Кромвеля, відмовився визнати військову диктатуру генерала Ламберта і ввів у Лондон свої війська. За реставрацію королівської влади удостоєний титулу герцога.